# Apple Pro Speakers
Apple Pro Speakers — динамики, разработанные Harman Kardon и представленные компанией Apple в 2001 году. На старте продаж продавались по цене $59. Рекламировались на сайте Apple со слоганом «Turn the Watts Up». Подключение к компьютеру производилось посредством проприетарного разъёма Apple speaker mini-jack, который представлял собой обычный Jack для подключения наушников с дополнительным металлическим кольцом, через которое передавался ток для питания колонок.
Выпускалось две модели устройства:
- M8282ZM/A — с чёрным резиновым кольцом
- M6531 — со светло-серым резиновым кольцом

## Поддержка устройств
Apple Pro Speakers были совместимы со следующими компьютерами:
- iMac G4
- Power Mac G4 поколения «Digital Audio»
- Power Mac G4 Cube

С помощью устройств iFire и PowerWave, ранее выпускавшихся компанией Griffin, можно подключить Apple Pro Speakers к компьютерам, у которых официально поддержка этих колонок отсутствует.

## Технические характеристики[4]
- Разъём: Apple speaker mini-jack
- Диапазон частот: 70 Гц — 20 000 Гц